# Costa di Serina
Costa di Serina est une commune italienne de la province de Bergame, dans la région Lombardie.

## Administration
| Période                                  | Période | Identité | Étiquette | Qualité |
| ---------------------------------------- | ------- | -------- | --------- | ------- |
|                                          |         |          |           |         |
| Les données manquantes sont à compléter. |         |          |           |         |

### Hameaux
Ascensione, Trafficanti, Ambriola

### Communes limitrophes
Algua, Aviatico, Bracca, Cornalba, Gazzaniga, Serina, Vertova, Zogno